# Annabella Sciorra
Annabella Sciorra (født 29. marts 1960) er en amerikansk film, tv og scene skuespiller. Sciorra modtog en Independent Spirit Awardsnominering for Bedste Kvindelige Hovedrolle i 1989 filmen True Love, og fik efterfølgende en udbredt opmærksomhed i sin rolle i Spike Lees film Jungle Fever i 1991. I 1992 medvirkede hun i thrilleren The Hand That Rocks the Cradle, og modtog kritisk anerkendelse for hendes rolle i Cop Land. Hun modtog en Emmy-nominering for hendes rolle som Gloria Trillo i HBO serien The Sopranos.

## Personlige liv
Sciorra blev født i Wethersfield, Connecticut af en modestylist mor og en far der var dyrlæge. Hendes forældre er italienske amerikaner.
Hun studerede dans som barn og begyndte at tage drama undervisning, da hun blev ældre på Hagen-Berghoff Studio og American Academy of Dramatic Arts, i New York City.
Den 5. november 1981 grundlagde hun messingring Theater Company i en alder af 21.
Hun blev gift med skuespiller Joe Petruzzi fra 31. december 1989 til 1993 og blev sat i romantisk forbindelse med skuespiller Bobby Cannavale fra 2004-2007.

## Filmografi

### Film
- 1989 – True Love
- 1990 – Internal Affairs
- 1990 – Cadillac Man
- 1990 – Reversal of Fortune
- 1991 – Jungle Fever
- 1991 – The Hard Way
- 1992 – The Hand That Rocks The Cradle
- 1992 – Whispers in the Dark
- 1993 – The Night We Never Met
- 1993 – Mr. Wonderful
- 1994 – Romeo Is Bleeding
- 1995 – The Cure
- 1995 – The Addiction
- 1996 – The Funeral
- 1997 – Highball
- 1997 – Little City
- 1997 – Underworld
- 1997 – Destination Anywhere: The Film
- 1997 – The Innocent Sleep
- 1997 – Cop Land
- 1998 – What Dreams May Come
- 1998 – Mr. Jealousy
- 1999 – New Rose Hotel
- 2000 – Above Suspicion
- 2000 – Once in the Life
- 2000 – Sam the Man
- 2001 – King of the Jungle
- 2004 – Chasing Liberty
- 2004 – American Crime
- 2006 – 12 and Holding
- 2006 – Find Me Guilty
- 2006 – Marvelous

### TV-serier
- 2001-2004 – The Sopranos
- 2005 – Law & Order: Trial by Jury
- 2005-2006 – Law & Order: Criminal Intent
- 2007 – The L Word
- 2007 – ER
- 2009 – Mental
- 2010 – The Whole Truth